# Ceasing to exist
Ceasing to exist is officieel het vijfde muziekalbum van de Duitse muziekgroep 'ramp. Het album vormde een samenwerking tussen 'ramp en Markus Reuter van CentroZoon. Het studioalbum bevat opnamen die al in november 2000 zijn gemaakt. Reuter nam zijn muziek op in zijn studio Studioflokati en liet die bewerken, aanvullen door Parsick en Makowski. Slechts op één track spelen alle drie de heren. De verdeling wordt vermeld in de staat van tracks. Het album bevat grotendeels ambientmuziek, die slechts zelden wordt aangevuld met (andere) elektronische muziek.

## Musici
- Stephen Parsick – drones, sfeerbeelden, loops
- Frank Makowski – elektronica, sampling, loops
- Markus Reuter – Touch guitar, loops.

## Composities
| Nr. | Titel                                                 | Duur |
| --- | ----------------------------------------------------- | ---- |
| 1.  | ceasing to exist (parsick)                            |      |
| 2.  | seelenmord (parsick, reuter)                          |      |
| 3.  | jeanne d'arc (makowski, reuter)                       |      |
| 4.  | yet another ambient track (makowski, parsick, reuter) |      |
| 5.  | number nine (reuter)                                  |      |
| 6.  | my guitar gently weeps (parsick, reuter)              |      |
| 7.  | holier (reuter)                                       |      |

My guitar gently weeps is in dit geval niet geschreven door George Harrison, Jeanne d'Arc niet door Edgar Froese. De hoes is van Bernhard Woestheinrich, eveneens lid van CentroZoon. De achterkant van de hoes vermeldde ceasing to exit als (foute) titel.